# 耶鲁大学
耶魯大學（英語：Yale University），简称耶鲁（英語：Yale），是一所坐落於美國康乃狄克州紐黑文市的私立研究型大學，是美洲大學協會的十二個創始校成員之一，及NCAA體育賽事聯盟常春藤盟校的成員。學校最初於1701年10月9日，以“大學學院”之名成立，是全美第三古老的高等學府。校方為了感謝伊利胡·耶魯（英屬東印度公司總裁）的捐助，而在1718年改名為“耶魯學院”。學院最初旨在為公理會培養神學與聖典語言學人才，其後自1777年起加入了人文與科學教育課程。19世紀期間，學校增設了多所研究生與專業學院，更於1861年頒發了美國第一個博士學位。1886年，耶魯正式以現代大學的運作模式辦學。
耶魯大學的各個學術單位被歸入12所學院裡：最原始的本科學院、文理研究院及10所專業學科學院。儘管大學是由耶魯校董會所管理，但每個學院都有權編制、修改及監察自己的學位課程。除了紐希文市中心的中央（本部）校園外，耶魯還在該市的西部建設了多個體育場所（包括了耶魯體育場）及西希文校園，亦在新英格蘭地區擁有多個森林與自然保育區。截至2015年6月30日，耶魯的捐款回贈達到256億美元，金額在全球教育機構中位列第二。
耶魯的大學部教育為博雅模式，並提供多個主修課程，附設住宿學院系統；研究或專業學科課程的模式則各有不同。幾乎所有的大學教職員都會參與教授本科課程。耶魯大學圖書館館藏逾1500萬冊，是全美第三大的圖書館系統。除了學習外，學生還能通過名為“耶魯牛頭犬”的校隊參與各種跨校體育競賽，也能加入各個學會。
畢業於耶魯大學的著名人士來自不同學術範疇：這包括了5位美國總統、15名最高法院大法官、多個國家政治要員及13位在世的億萬富豪，230位羅德學者是此校的師生或校友。截止2020年10月，在耶鲁大学的校友、教授及研究人员中，共有65名諾貝爾獎得主、5位菲尔兹奖得主、3位图灵奖得主。

## 历史

### 早期历史

#### 成立起源

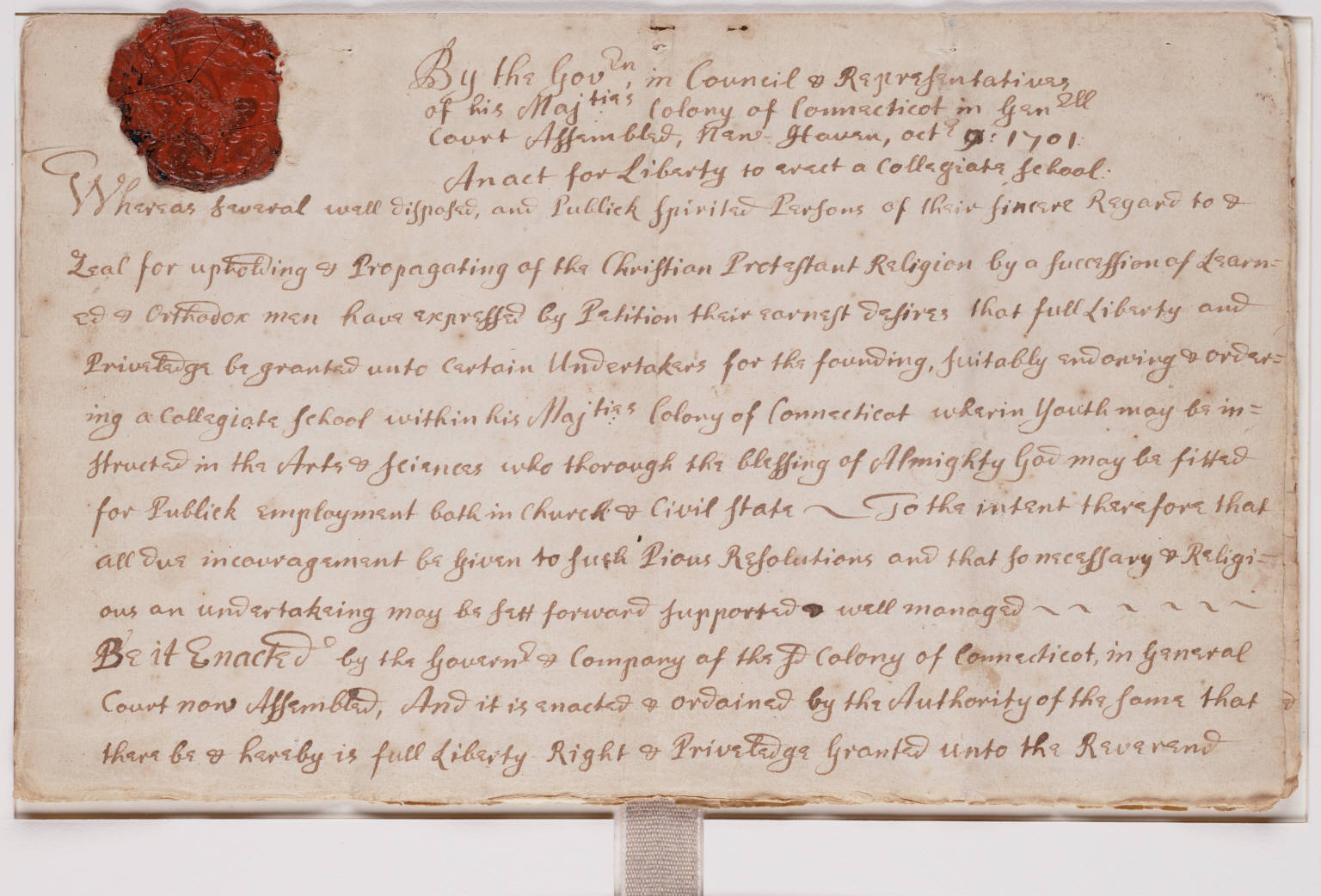
确立“大学学院”成立章程，由英國君主於1701年10月9号颁发。

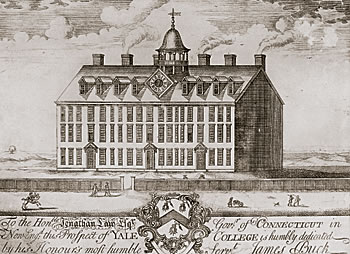
18世纪的康涅狄格大会堂（Connecticut Hall）。耶鲁大学最早的建筑，现在为哲学系所在地。

耶鲁大学历史悠久。当时的康涅狄格州立法机关在1701年10月9号通过《自由建立大学学院法案》，确立了一所新的大学学院的成立，而学院成立的目的则是为当地培养新一代的圣职者及领导人。很快，十位由当中的詹姆士·皮埃彭带领的公理会成员在康涅狄格州布兰福德（Branford, Connecticut）会首，聚集了众人的藏书，组成了学院的第一个图书馆。这些人同时也是哈佛大学的校友。
学院最初获命名为“大学学院”（Collegiate School），坐落于其第一任校长亚伯拉罕·皮尔森的家乡——现在的康涅狄格州克林顿镇上。大学后搬迁到旧塞布鲁克，接着到了韦瑟斯菲尔德，最后终在1718年移到了现今的所在地纽希文市。
与此同时，哈佛的第六任校长因克瑞斯·馬瑟与学校其他的神职人员关系不和，马瑟认为这些神职人员过于自由、定下的教规过于宽松以及教政体制过于宽大。这种敌对的关系导致马瑟转向支持这所新成立的学院，希望这所学院能实现他眼中的、最正统的清教思想体制。
1718年，殖民地首长的指令下，因克瑞斯·马瑟的儿子科頓·馬瑟联系了一名在威尔斯发展得不错的商人伊利胡·耶鲁，祈求对方能给予财政援助以扩建这所新成立的学院。最后，在当时第一名重要人物耶利米·达默（Jeremiah Dummer）的说服下，这位曾在印度贸易中得到了不少财富的不列颠东印度公司总裁终于答应捐出9包货物及417本书籍，另也有一幅英国国王乔治一世的扫描画像。那些货物后来被换成了560块英镑，这在当时而言，是非常大的一笔财产。科顿·马瑟建议将学院的名字改为“耶鲁学院”，以表示对伊利胡·耶鲁的谢意，并希望透过此举让伊利胡·耶鲁给予更多的捐赠。

#### 课程

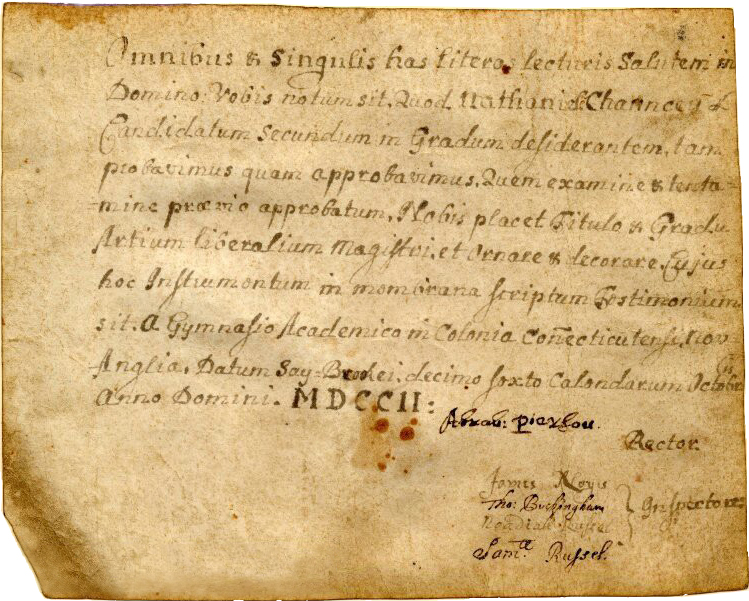
首张由学院颁发的文凭（1702年）。

耶鲁曾受到大觉醒运动及启蒙时代这两个大型知识分子运动所影响。尽管当时存在外有战乱内有顽劣学生及凌乱的课程编制等不明朗因素，耶鲁在校长托马斯·卡尔（Thomas Clap）及以斯拉·斯蒂尔斯（Ezra Stiles）的带领下，还是进行了科学课程的改革，这都归功于两位校长对宗教及科学的浓厚兴趣及研究。
一些神学及宗教学的学生视希伯来文为古典语言之一，与希腊文及拉丁文有着相同的地位，并有助于解读旧约圣经。这个观点得到以斯拉·斯蒂尔斯的支持。他在任耶鲁校长期间，要求所有入学的新生必须修读希伯来文，指这会成为学生以后解读圣经的一大工具。此做法跟当时只要求高级神职人员修读希伯来文的哈佛刚好相反。以斯拉·斯蒂尔斯也为耶鲁校徽提笔写下了希伯来文校训。
以斯拉·斯蒂尔斯在1779年遇上了最大的挑战。当时驻守的英军威胁要拆掉学院，幸好后来耶鲁的一名校友、时下的英军司令參謀埃德蒙·范宁（Edmund Fanning）出面请求，学院才获得保留。范宁后也获耶鲁颁发荣誉法学博士（L.L.D），以表其功。

#### 学生

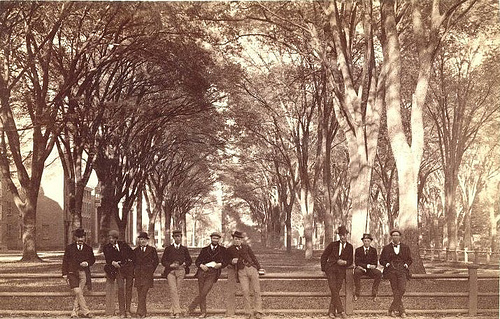
人们靠在耶鲁对着圣堂街（Chapel Street）的围栏（摄于1874年）。

作为当时康涅狄格州唯一的学院，耶鲁的学生都是当时的精英。任何学生参与纸牌赌博游戏、到访酒馆、破坏学校财产及不遵守规矩都会受到惩罚。当时哈佛的教师多为比较成熟，而耶鲁的则刚好相反，以年轻并对这职业充满热情的年轻人为主。
耶鲁第一个学生社团于1738年开办。社团的功用是为学生提供一个讨论的平台，大家相聚在一块交流有关当代文学及政治的看法。

### 19世纪

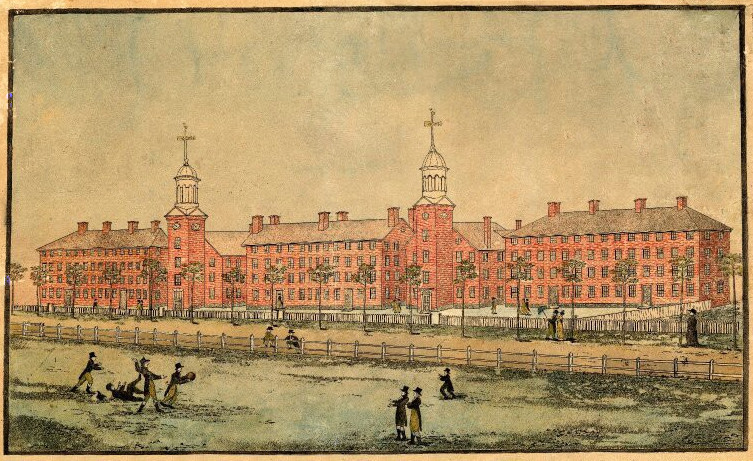
耶鲁大学“老校园”（Old Campus)的一组建筑物（于1807年），现已不存

#### 学术发展
1828年耶鲁发表了一份辩护文件，目的是斥诉一些要求学院提供更多现代语言、科学与数学课程的评论者，以维护其对希腊及拉丁文课程的重视。当时美国不像欧洲那样有一套国家定下的大学课程，因此美国各个大学学院都绞尽脑汁想要吸引更多学生前来报读，在维护传统文化的同时又要有所创新。耶鲁此举是因为意识到其很多学生子弟均是来自一些重视古典文化的家庭。
当时耶鲁的一众教授对此挑战作出相对应的措施。他们制定了一套比较没那么死板的宗教伦理课程，在能净化学生心理的同时又能迎合现代思想。当中的威廉·格雷厄姆·萨姆纳教授说服了大众赢了当时不喜欢社会科学并希望耶鲁永远只教授古典文学的校长诺亚波特（Noah Porter），成功在耶鲁开办了经济学等社会科学课程。诺亚波特认为经济学，特别是当时由赫伯特·斯宾塞写的教科书，鼓吹了物质主义，并荼毒年轻人的思想。

#### 体育与辩论文化

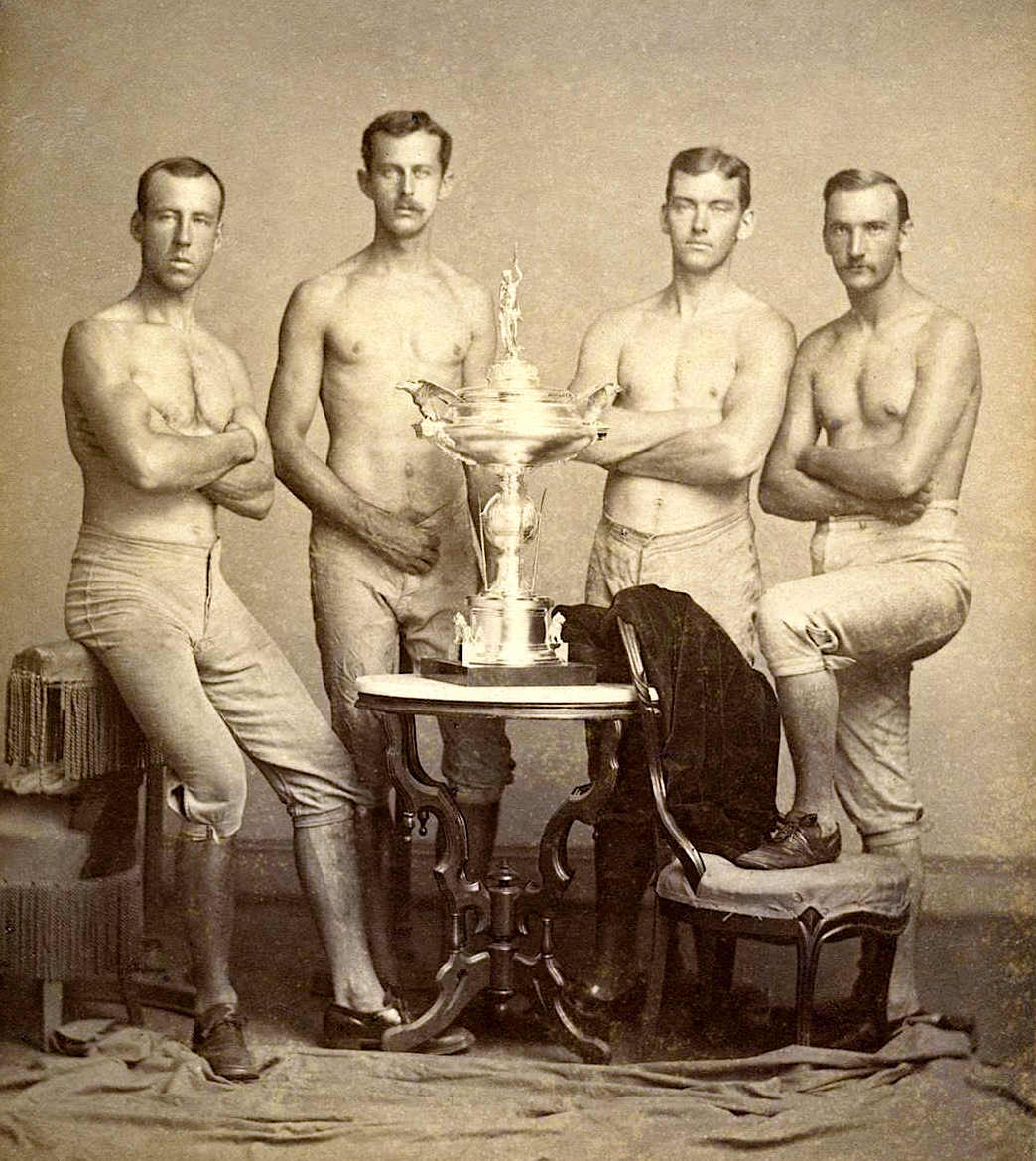
1876年凯旋归来的耶鲁赛艇队成员

跟哈佛及普林斯顿一样，耶鲁的学生不同意体育只作为业余爱好的看法。他们开创了美国独有的体育项目，如美式足球。而哈佛-耶鲁体育竞赛也在1875年正式展开。
耶鲁亦和哈佛在1892年正式展开两校辩论比赛，并在1909年与哈佛及普林斯顿展开第一个三校辩论比赛。早期的辩论队员，主要采用了运动员相互挖苦批评的手法及语句。他们也得到与校队运动员差不多的爱戴及待遇。辩论的内容也常获登在校报的首页，并获记录在年报里。
1903年哈佛体育场（Harvard Stadium）的新设计及布局减轻了球员们在比赛时跌倒受伤的风险。美式足球之父—当时的耶鲁大学足球队首长沃尔特·坎普表示赞赏，惟希望场地能更辽阔一点，但因哈佛土地面积有限而办不到这点。这促使了沃尔特·坎普在1906年想出新的规则以弥补场地面积不足的缺陷。这对美式足球发展影响深远。

#### 校园扩建
19世纪初，耶鲁各个学术学院陆续落成。学院迅速发展，后在1887年正式改名为“耶鲁大学”。
不过，学校的迅速发展也曾惹来了争议，大家都对耶鲁作为一个教育机构应扮演一个怎样的角色而议论纷纷。诺亚波特反对校园的迅速扩展，他认为大学过于着急达致理想的地位会有损大学教育的素质。有相当一部分的学者批评此说法，认为诺亚波特思想过于保守，及未能看清时下大学所面对的挑战。可是，也有人维护诺亚波特的思想，认为他并不是那些盲目维护传统而拒绝创新的人，而是经过深思熟虑才发表言论的哲学家，他能预测未来大学发展的走势。

### 20世纪

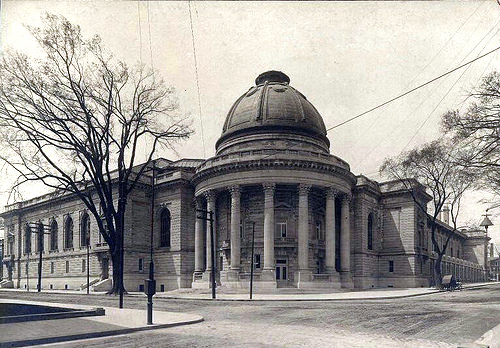
耶鲁大会堂，摄于1905年。

#### 行为科学
耶鲁在1925年至1940年期间得到了一些基金会合共700万美元的援助，设立了一所专门研究人类关系的学术机构，并增设了耶鲁灵长目生物学实验室。基金会的董事希望这些捐款能透彻了解人类的行为学及“改善人类的弊病”。当时耶鲁的领导者为表谢意，设立了一系列旨在找出如何改善人类的性及社会行为的专题研究项目。有关机构研究了猩猩的行为学，并希望借此找出人类在有关方面的演化基础。可是，这些计划最后未能达到捐款者的期望，他们后来把这笔基金转投至其他生物科学研究。

#### 生物学
1910年—1970年期间，耶鲁的生物学研究为有关的科学发展作出了很多贡献。当时共有3个派别的研究团队：一是由罗斯·格兰维尔·哈里森领导的胚胎学研究队；二是由格雷斯·伊夫林·皮克福德（Grace E. Pickford）领导的内分泌学研究队；最后则是由乔治·伊夫林·哈钦森领导的生态学研究队。他们的队员包括了耶鲁毕业生及一些具丰富经验的科学家。哈里森的队伍采用了典型的研究院模式进行研究，而另外的两位则不是。皮克福德的队伍在没有正式的研究院配套的支援下仍取得很大的研究进展。而哈钦森以及其队友的积极性很强，但他们的研究都比较广泛而不是针对单一的问题或现象。

#### 医学
耶鲁医学院在米尔顿·温特尼兹（Milton Winternitz）的带领下迅速发展。医学院响应了由德国带动的新现代医学科学发展模式，同时重视“社会医学”以及人类与环境的互动影响。温特尼兹采用了“耶鲁式”的医学教学方法，减少了传统大课及考试而强化了课程本身的体制。在他的领导下，耶鲁也开办了护理学研究课程以及增设了精神病学部门。

#### 历史与美国研究
在二次世界大战期间于伦敦担任策略研究员的诺曼·霍尔姆斯·皮尔逊（Norman Holmes Pearson），后来返回了耶鲁领导新开办的美国研究课程。他设立了多个奖学金计划以鼓励学术自由。很快，有关课程吸引了很多学生前来报读。课程旨在加强学生对美国历史与文化的认知以及国家观念。

#### 女性地位
耶鲁最早的女性教育可追溯至1892年，当时的耶鲁艺术与科学研究院首次接受了女性学生的入学申请。
在1966年，耶鲁为了推广女性的本科教育而向其姐妹校瓦萨学院（为女子学院）提出合併的请求，但遭到了拒绝。后来两校在1969年均各自成為了男女校。

### 司法部起诉
2020年10月8日，在亚裔美国人团体的多年调查和推动下，美国司法部以涉嫌种族歧视违反美国联邦民权法为由起诉耶鲁大学，称耶鲁在招生过程“基于种族和祖籍国的歧视”导致美国亚裔和白人录取率远低于同等实力的非洲裔美国人。耶鲁大学否认了相关指控。

## 校园

### 學校架构
耶鲁模仿書院聯邦制的大學，现在共有15所学术学院，及12所住宿學院（又譯“書院”）。曾为耶鲁学术机构之一的谢菲尔德科学院（Sheffield Scientific School）后在1956年关闭。另有2所住宿学院正在计划兴建。
大学的学术架构主要分3个部分：一是耶鲁学院，提供各种本科课程；二是人文与科学研究院（Graduate School of Arts and Sciences），提供一般的研究生课程；最后是专业学院（Professional Schools），提供专业课程（如医、法等；美国一些专业课程，如医学，只开放给本科毕业生报读而不是高中毕业生）。
| - 学术学院（Academic Schools） 耶鲁学院（Yale College） 耶鲁人文与科学研究院（Yale Graduate School of Arts & Sciences） 耶鲁建筑学院（Yale School of Architecture） 耶鲁艺术学院（Yale School of Art） 耶鲁神学院（Yale Divinity School） 耶鲁戏剧学院（Yale School of Drama） 耶鲁工程与应用科学院（Yale School of Engineering & Applied Science） 耶鲁林业与环境研究学院（Yale School of Forestry & Environmental Studies） 耶鲁法学院（Yale Law School） 耶鲁管理学院（Yale School of Management） 耶鲁医学院（Yale School of Medicine） 耶鲁音乐学院（Yale School of Music） 耶鲁护理学院（Yale School of Nursing） 耶鲁公共卫生学院（Yale School of Public Health） 耶鲁宗教音乐学院（Yale Institute of Sacred Music） | - 住宿院（Residential Colleges） 贝克莱学院（Berkeley College） 布兰福德学院（Branford College） 霍普学院（Hopper College） 达文波特学院（Davenport College） 以斯拉·斯泰尔斯学院（Ezra Stiles College） 乔纳森·爱德华兹学院（Jonathan Edwards College） 摩尔斯学院（Morse College） 皮尔逊学院（Pierson College） 塞布鲁克学院（Saybrook College） 西利曼学院（Silliman College） 蒂莫西·德怀特学院（Timothy Dwight College） 特朗布尔学院（Trumbull College） |

### 建筑风格
耶鲁的中央校园位于紐希文的闹市区，占地约260英畝（1.1平方），其他资产还包括总面积为500英畝（2.0平方）的耶鲁高尔夫球场及位于康涅狄格州郊区及顶针群岛（Thimble Islands）的自然保护区。
耶鲁以其校园的哥德式建筑风格闻名。很多大楼都获选为例子在建筑学历史课堂上讨论，如：路易·卡恩设计的耶鲁艺术画廊及英国艺术中心、埃罗·沙里宁建设的以斯拉·斯泰尔斯学院及摩尔斯学院、保罗·鲁道夫（Paul Rudolph）的耶鲁艺术与建筑大厦等。耶鲁另也拥有众多在高瓴大道（Hillhouse Avenue）的19世纪建筑物，这也在1840年代获查尔斯·狄更斯评为是美国最漂亮的街道。
大学至今保存的最古老的建筑物为康涅狄格大会堂。大会堂建于1750年并采用了格鲁吉亚建筑风格（Georgian architecture）。

### 校园安全
除了于1894年成立的耶鲁大学警卫部之外，大学还有其他一些措施确保校园的安全，如护送服务及穿梭校车服务等。
1970年—1980年代，纽希文市的贫穷率及罪案率上升，令耶鲁的师生感到担忧。后来，从1990年代一直到2006年，该市的罪案率减半，安全问题大有改善。这主要归功于当地警方的努力。耶鲁也成为了常春藤盟校里校园安全最高的成员。尽管如此，在过去十年里，纽希文市的罪案率仍高于其他藤校所在的城市。
在2002年—2004年期间，耶鲁指在所有校区里共录得14宗暴力罪案（包括欺凌、性罪案等），在同一时段里，哈佛录得83宗、普林斯顿24，而斯坦福则为54宗。可是，有私人监察团体指，耶鲁报告的数字比实际的要少。

## 学术泛论

### 招生

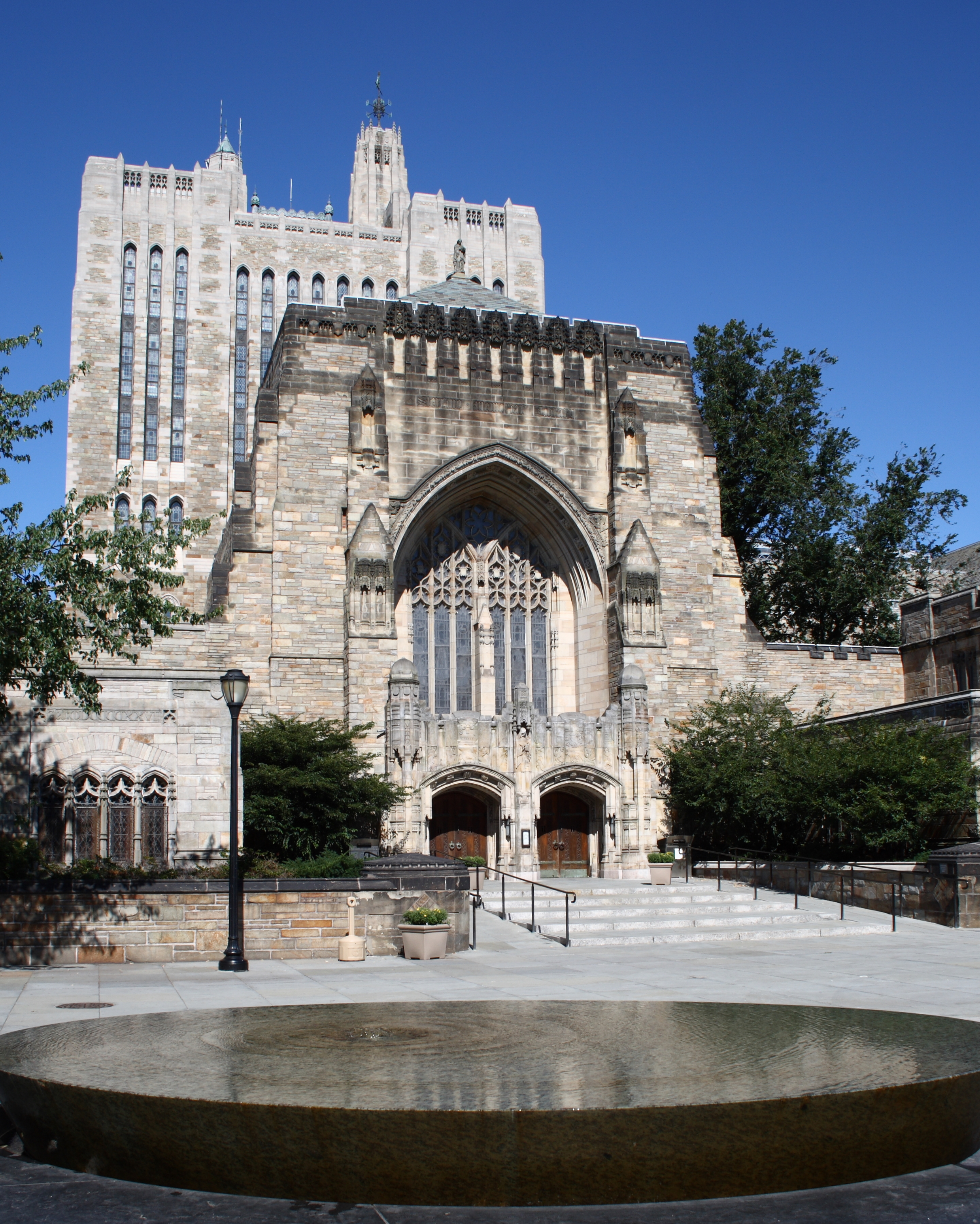
耶鲁斯特林纪念图书馆，内有雕塑记载着耶鲁史上女学生的人数，第一位女本科生于1969年入学。

耶鲁各个学院整体的最新招生率仅为6.3%，在29610名申请者中只接受了1991人，创下了新低。
耶鲁表示会尽量援助有经济困难的学生，大多以奖学金模式发放。大学现有超过10%的学生有家庭财政问题。
大学学生的男女比例非常平均，现差不多有一半为女性。有超过30%为少数民族，另有8%的为海外国际生。55%的学生从公立中学升上来，剩余的45%则为私立或国际中学的校友。

### 学术交流
大学与很多其他学术机构有紧密的联系及合作以交换心得。耶鲁在2006年与北京大学合作开办了一个联合本科课程作为交流课程的一种。此课程让耶鲁学生有一个学期的时间到北京与北大荣誉学生相处并交换学术心得。可是，由于反应一般，两校于2012年7月终止了有关课程。耶鲁另也和新加坡国立大学合作开办了一所位于新加坡名为“耶鲁-新加坡国大学院”的艺术学院，为学生提供相关的课程。

### 图书馆与博物馆

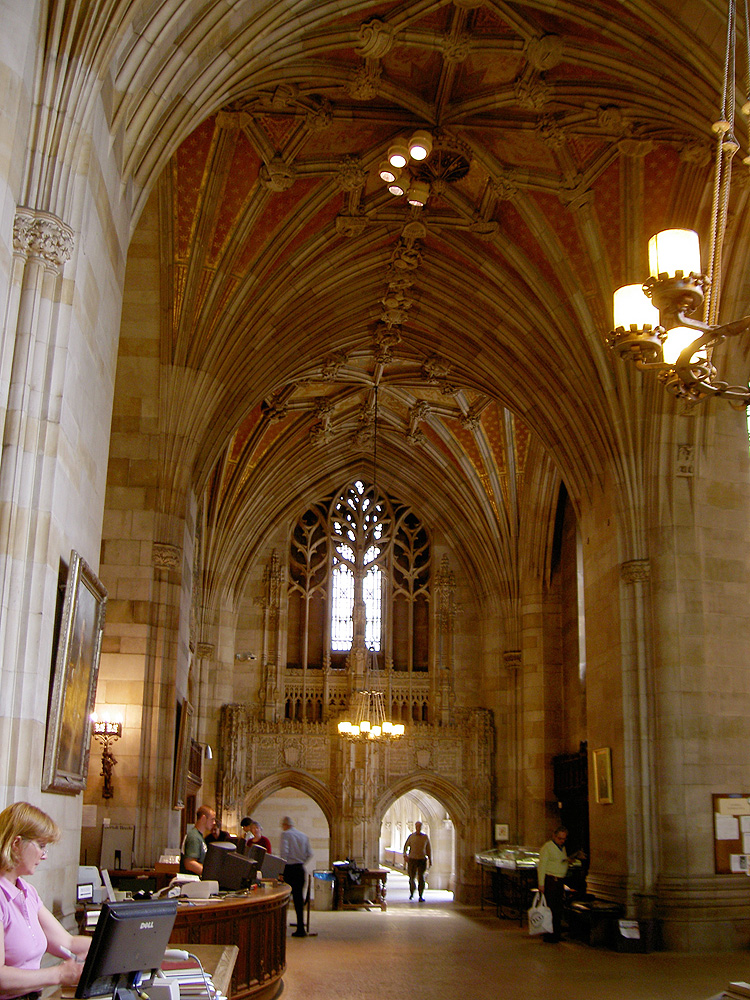
大学图书馆。

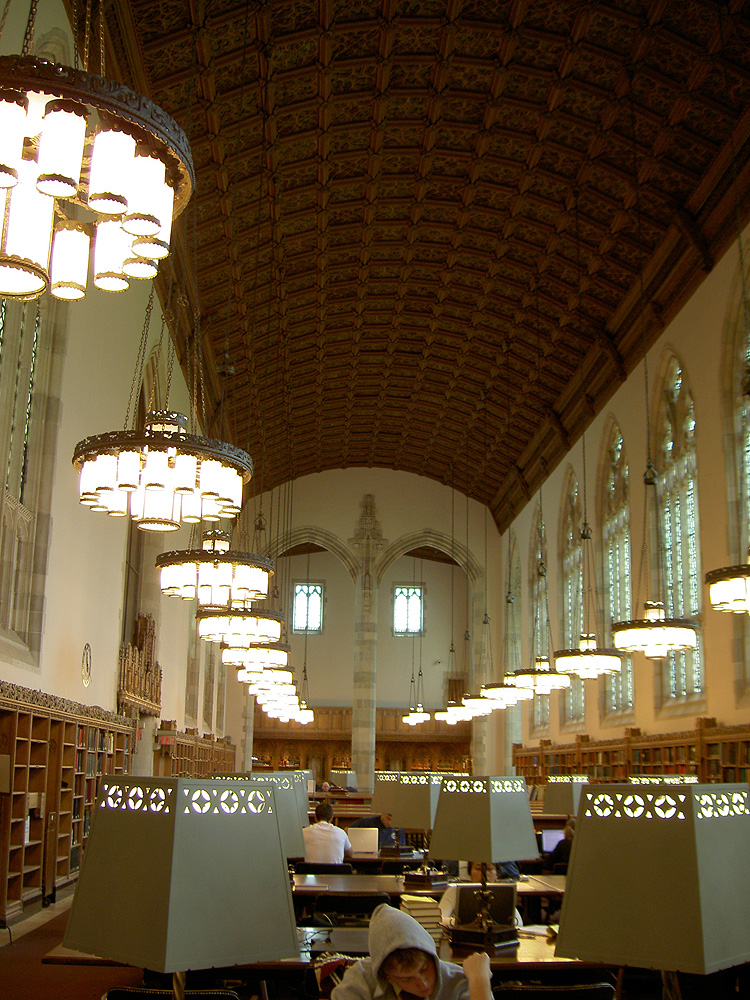
斯塔尔阅读室（The Starr Reading Room）

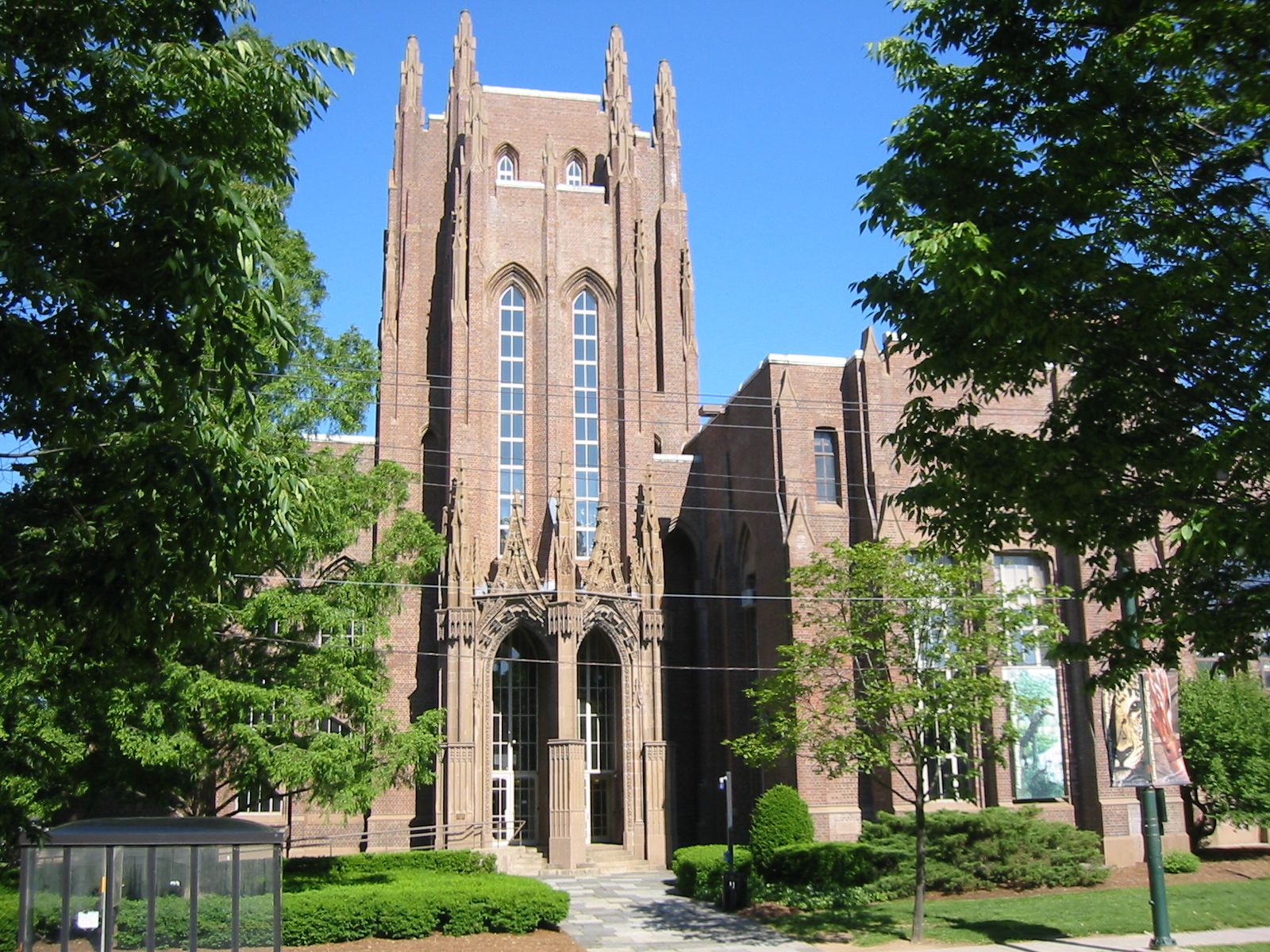
皮博迪自然史博物馆

耶鲁大学图书馆馆藏量达1250万册，为全美第二大的学术图书馆，仅次于哈佛大学。大学中央图书馆为斯特林纪念图书馆，收藏了四百万册书刊，其他的则散播于不同的学科图书馆内。拜内克古籍善本图书馆内有很多珍贵的古书及手写稿；哈维库欣/约翰海惠特尼医学图书馆则有不少有关医学历史的书籍及古老的医学用具；刘易斯·沃波尔图书馆藏有最多的18世纪英国文学作品。
耶鲁博物馆的收藏也非常多元化：
- 耶魯大學美術館（Yale University Art Gallery）：全美第一个大学美术馆，收藏了180,000幅作品，包括了很多重要的现代美术代表作。
- 耶魯英國藝術中心（Yale Center for British Art）
- 畢巴底自然歷史博物館（Peabody Museum of Natural History）
- 樂器典藏（Collection of Musical Instruments）

### 大学排名
耶魯大學多年來在《美國新聞與世界報導》全美大學排名中處於三甲之列。

## 校园生活
耶鲁在全美而言属于面积中等的研究型大学。大多数学生均分布在研究院或专业学院里，本科生只占了一小部分。
紐希文在过去的几十年间经历了重大的经济发展，使其成为了一个重要的文化中心和旅游中心。在过去的20年间，许多科技和生化公司及耶鲁投资的其他产业给纽希文带来了新的面貌。
该市也为耶鲁大学的学生提供了许多娱乐和学习的机会。市区周围有各种俱乐部、电影院、剧场、和大小食肆。同时耶鲁的良好声誉也为纽希文带来了丰富的文化生活。例如耶鲁大学剧场历来都是百老汇剧目的试演场，导演往往在首演翌日非常关注耶鲁每日新闻所刊登的学生评论。

### 住宿学院生活
耶鲁学院是耶鲁大学本科部，实行住宿学院制，由12所学院（又譯“書院”）组成。这种制度始于1933年，由一位非常赞赏牛津和剑桥书院制度的校友爱德华·哈克尼斯（Edward S. Harkness）捐款建立。每所学院都有院长及舍监。另有很多配套方便学生日常的起居饮食及学习。
耶鲁大学的住宿学院都以校史中的著名人物或者校友命名，而非以捐款者命名。
耶鲁大学住宿学院（按字母顺序排列）：
1. 贝克莱学院：以爱尔兰主教乔治·贝克莱（1685-1753）之名命名，他为耶鲁早期的发展作出了贡献。
2. 布兰福德学院：以康州一地名命名，为耶鲁大学所在地区。
3. 达文波特学院：以约翰·达文波特之名命名，是纽希文市的创立人。（该学院常被学生称为D'Port）
4. 以斯拉·斯泰尔斯学院：以耶鲁大学校长以斯拉·斯泰尔斯之名命名。常被学生称作斯泰尔斯。
5. 葛麗絲·霍普學院：原稱以考宏學院，紀念前耶魯校友、美国副总统約翰·考宏。後因約翰·考宏曾支持奴隸制，學院改名紀念電腦專家，也是耶魯校友的葛麗絲·霍普准將。
6. 乔纳森·爱德华兹学院：以耶鲁大学校友、神学家和普林斯顿大学创始人乔纳森·爱德华兹之名命名，为耶鲁第一个住宿学院。通称为JE。
7. 摩尔斯学院：以摩尔斯电码发明人萨缪尔·摩尔斯之名命名。
8. 皮尔逊学院：以耶鲁首位校长亚伯拉罕·皮尔逊之名命名。
9. 塞布鲁克学院：以康州一地名命名，是耶鲁大学的创立地。
10. 西利曼学院：以耶鲁大学教授，著名化学家本杰明·西利曼之名命名。他发明了石油的分馏法。
11. 蒂莫西·德怀特学院：由耶鲁大学两任校长蒂莫西·德怀特四世和蒂莫西·德怀特五世命名。常称为TD。
12. 特朗布尔学院：以康州首任州长乔纳森·特朗布尔之名命名。

自1990年起，耶鲁开始大规模的翻新老旧的住宿学院建筑物。贝克莱学院为第一个完工，最近一个完成翻新的学院是在2006年9月重新投入使用的特朗布尔学院。翻新的住宿学院保持了设计者的初衷，维持了历史感，但更新的设施同时使其更舒适、更符合现代居住规范。
另还有2所学院正在计划兴建。

### 学生组织
耶鲁大学有多种学生组织及由学生出版的刊物。当中的耶鲁政治联盟（Yale Political Union, YPU）更是美国最古老的学生政治组织，也是耶鲁大学最大的学生团体，有许多校友暨政治领袖担任顾问，包括约翰·克里、杰拉德·福特等人。《耶鲁每日新闻》也是美国最早的大学报章，自1878年创立至今向为思想交流的重要平台。
大学里也有一些兄弟会与姊妹会，及18个无伴奏合唱团。
耶鲁也以秘密组织著名。其中包括骷髅会等。这些秘密团体在耶鲁本科学生中选择终身会员。
- 耶鲁政治联盟（The Yale Political Union）
- 耶鲁大学共和党（The Yale College Republicans）
- 耶鲁大学民主党（The Yale College Democrats）
- 罗斯福学会耶鲁分会（The Yale Chapter of the Roosevelt Institution）

- 兄弟会
- 姐妹会
- 兄弟会
- 兄弟会
- 兄弟会
- 兄弟会
- 兄弟会
- 兄弟会
- 姐妹会
- 姐妹会
- 姐妹会
- 兄弟会
- 兄弟会
- 兄弟会
- 兄弟会

- 男声团体

：于1909年开始了无伴奏合唱团体这一传统。这个团体的成员仅限大四男生，每年春季从大三的其他合唱团中选出14名，竞争非常激烈。该团体常在白宫等重要场所演出。
：创立于1913年，是耶鲁最古老的低年级学生无伴奏合唱团

：创立于1943年，目前正日益成为国际知名的合唱团体。
：建于1947年，每年有两次全国巡回演出。
：建立于1952年。每年有一次国际巡回演出，并为包括总统在内的许多重要人物演唱。
：建于1953年，专门演唱俄语和其他东欧国家民歌。
- 女声团体

：创立于1969年，是耶鲁第一个女声无伴奏合唱团。
：主要演唱东欧民歌。

：全体成员都是大四学生，创立于1981年。
- 男女声团体

：是耶鲁首个男女混合的无伴奏合唱团，以演唱爵士风格的歌曲著名。
：自称为耶鲁的基督教无伴奏合唱团。

：主要演唱非洲风格的歌曲，成员也多为非洲裔学生。
：是一个犹太教的无伴奏合唱团。
- 耶鲁戏剧协会（The Yale Dramatic Association）：创立于1900年，是美国第二古老的大学戏剧团体。
- 耶鲁戏剧联盟（The Yale Drama Coalition）：每年扶持学生制作超过20个自导自演的作品。主要由每个住宿学院的基金提供经费。
- 耶鲁的即兴喜剧团体包括：

- 短喜剧（Sketch Comedy）团体：

- 耶鲁本科生音乐剧公司（YUMTC）：每年出品1-2部音乐剧。

- 《耶鲁每日新闻》（Yale Daily News）：创立于1878年，是最古老的大学报纸。
- 《耶鲁经济分析》（The Yale Economic Review）：为季刊，探索经济学。
- 《耶鲁文学杂志》（The Yale Literary Magazine）
- 《耶鲁先锋周刊》（The Yale Herald）
- 《新报》（The New Journal）：是耶鲁最古老和获最广泛阅读的本科生杂志。
- 《耶鲁记录集》（The Yale Record）：是耶鲁的幽默杂志，建立于1872年，亦是美国最老的大学幽默杂志。
- 《喧嚣杂志》（Rumpus Magazine）：是大学的娱乐性杂志，主要报道校园内的闲言碎语，并每年登出获选的“耶鲁最美50人”。这本杂志的许多文章都因为种族或性方面的调侃而引起争议。
- 《第五杂志》（Five Magazine）：为主动争取的需要而发声。
- 《耶鲁法律》（Yale Law Journal）：是耶鲁法学院的出版物。
- 《耶鲁科学杂志》（Yale Scientific Magazine）：创刊于1894年，是美国最古老的大学科学杂志，每季出一期。
- 《耶鲁全球化》（The Yale Globalist）：为一季刊。
- 《耶鲁实业家》（The Yale Entrepreneur）：由耶鲁大学实业协会（是一个本科生团体）创办。主要关注纽希文和耶鲁附近的实业机会。
- 《安哥拉报》（The "Yale Anglers' Journal"）：创立于1996年，半年刊，接受校外投稿。

- 秘密组织：

骷髅会（Skull and Bones）

- 耶鲁实业协会：一个由学生创办的非赢利性组织，旨在鼓励纽希文的实业发展。
- 牛头犬电影公司（Bulldog Productions）：耶鲁唯一的本科生电影制作公司，这在美国的顶尖大学中亦属少有。
- 耶鲁工程设计组织：创立于2003年，是一个由学生创办、旨在帮助学生参与工程设计项目和比赛的组织。每年举办“耶鲁垃圾大战”，题目是使用废旧品设计一件东西。

### 体育与其他文化

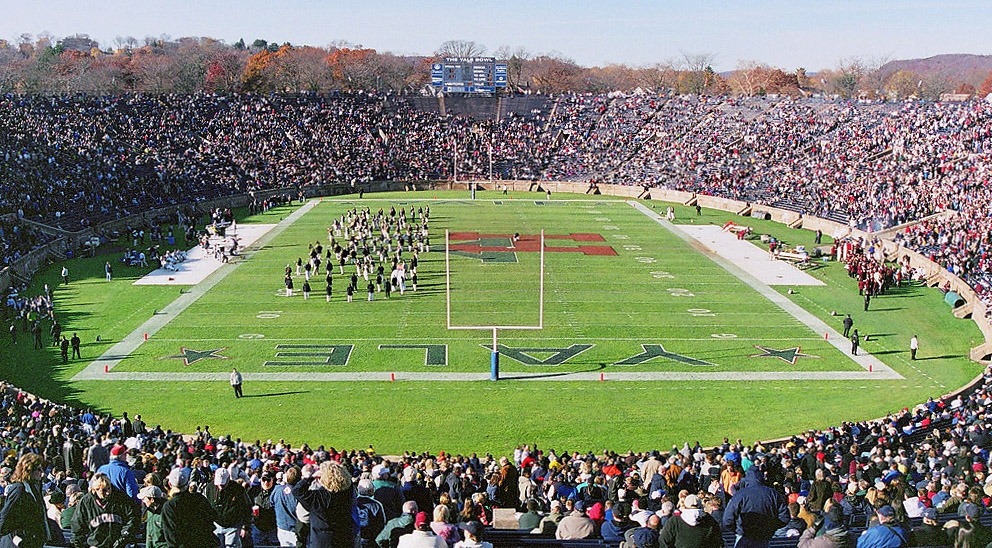
名为“Yale Bowl”的体育比赛场。

耶鲁大学体育校队名为“耶鲁牛头犬”（Yale Bulldogs），现共有35队，包括各个体育项目。与其他常春藤盟校成员一样，耶鲁不提供体育的奖学金。
大学也有很多体育设施。名为“Yale Bowl”的体育比赛场是世界第二大的室内多功能体育场。
耶鲁大学最大的体育竞争对手为哈佛大学，这种竞争关系为两校的传统之一，但每隔两年，它们都会联手对阵英国的剑桥大学及牛津大学，此比赛也是历史最悠久的跨国高校体育竞争活动。
与别的大学一样，耶鲁运动员及普通学生也会在一些重大的比赛中，唱一些励志的歌曲以鼓励健儿们。当中最常听见的为及。

## 著名校友
耶鲁培养了多位美国现代的政治领导者。《波士顿环球邮报》曾经写道：“如果有那么一所学校能够自称在过去三十年里为美国培养了多名高级领袖，那就是耶鲁大学”。自1972年来，历次美国总统大选中，多位民主党和共和党的参选代表 均为耶鲁大学的校友。毕业于耶鲁大学的美国总统包括：威廉·霍华德·塔夫脱（第27任）、杰拉德·福特（第38任）、乔治·赫伯特·沃克·布什（第41任）、比尔·克林顿（第42任）和乔治·沃克·布什（第43任）。除此，耶鲁也培养了19名美国最高法院大法官及230位罗德奖学金得主。另也有49名诺贝尔奖得主曾经或现在该校学习或工作。

## 大众文化
古老的耶鲁大学也常常出现在一些小说及电视里。著名的例子包括弗朗西斯·斯科特·菲茨杰拉德的作品《了不起的盖茨比》。

## 姐妹学校
- 新加坡一耶鲁-国立大学学院
- 澳洲國立大學[68]